# 549663 Barczaszabolcs
549663 Barczaszabolcs este o planetă minoră (asteroid) din centura de asteroizi. A fost descoperită pe 10 august 2011 la Piszkéstetői Obszervatórium⁠(d) de . 
Obiectul prezintă o orbită caracterizată de o semiaxă mare de 2,3785264960438 UAi, o excentricitate de 0,1452656887634, o înclinație de 6,4504794094541 ° în raport cu ecliptica.